# Мануел Угарте
Мануел Угарте Рибеиро (шп. Manuel Ugarte Ribeiro; Монтевидео, 11. април 2001) је уругвајски  фудбалер баскијског порекла који тренутно наступа за Манчестер јунајтед. Игра на позицији дефанзивног везног играча.

## Успеси
Спортинг Лисабон
- Лига куп Португалије  (1) : 2021/22,[5] (финале: 2022/23)[6]

 Пари Сен Жермен
- Прва лига Француске (1) : 2023/24.[7]
- Куп Француске (1) : 2023/24.[8]
- Суперкуп Француске (1) : 2023.[9]

 Уругвај
- Копа Америка:  2024.

Појединачни
- Идеаани тим Прве лиге Уругваја: 2019.[10]
- Идеални тим Прве лиге Португалије: 2022/23.[11]